# Italoniscus sorattinus
Italoniscus sorattinus är en kräftdjursart som först beskrevs av Karl Wilhelm Verhoeff 1951.  Italoniscus sorattinus ingår i släktet Italoniscus och familjen Trichoniscidae. Inga underarter finns listade i Catalogue of Life.